# Fritz Buri

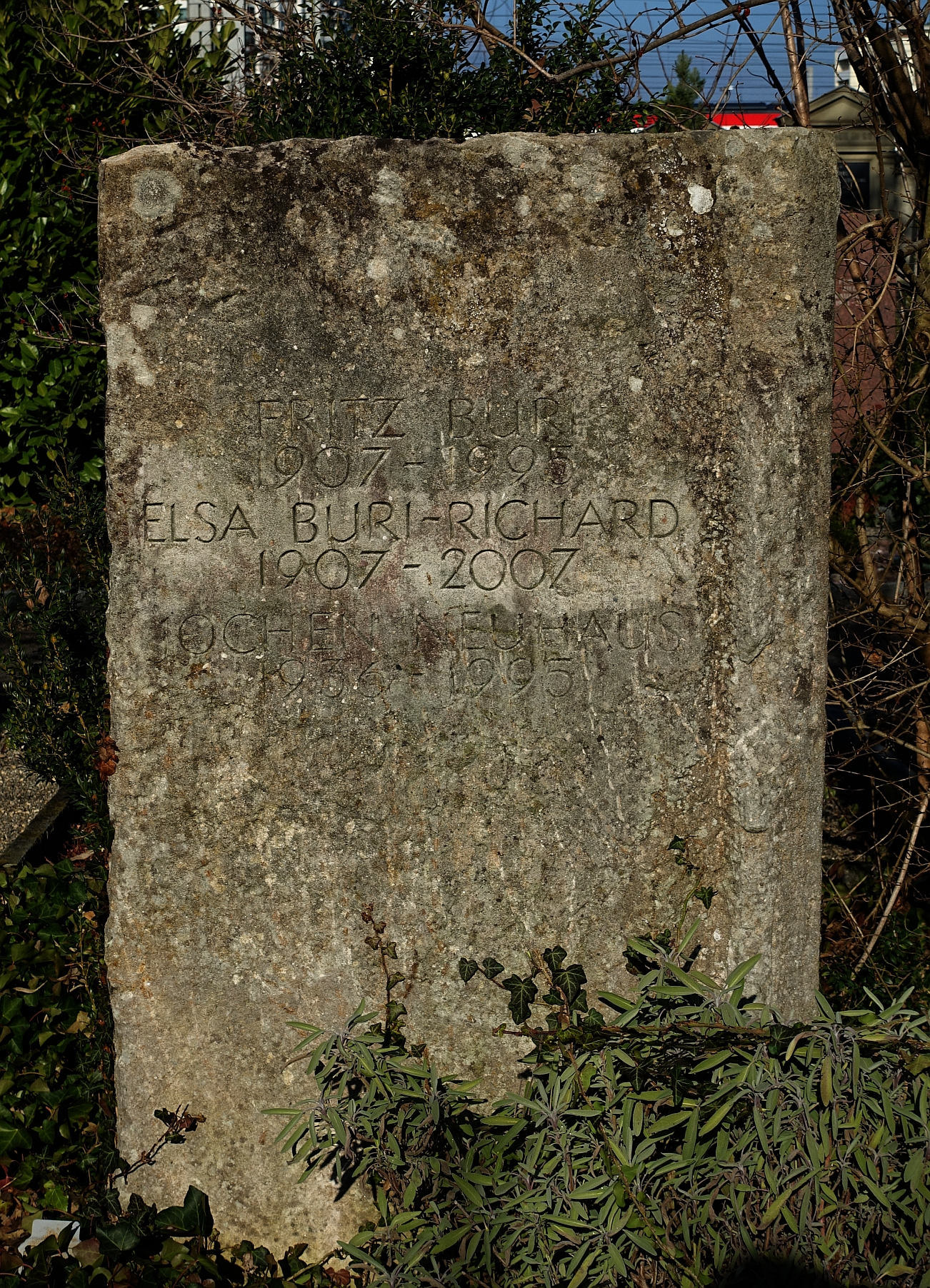
Grab auf dem Friedhof Wolfgottesacker, Basel

Fritz Buri-Richard (* 4. November 1907 in Kernenried im Kanton Bern; † 30. Januar 1995 in Basel) war ein Schweizer reformierter Pfarrer und Theologieprofessor.

## Ausbildung und berufliches Wirken
Als Sohn eines Müllers geboren, besuchte Fritz Buri die örtlichen Schulen. In dieser Zeit beschäftigte er sich mit der Lektüre von Albert Schweitzers Berichten aus Afrika. Sie erweckten ein erstes Interesse an natürlicher Theologie. Nach der Maturität am Gymnasium Burgdorf absolvierte er das Studium der Theologie an den Universitäten Bern, Marburg und Berlin. 1929 absolvierte er ein Vikariat in Więcbork (Vandsburg), Polen; seine Akzessarbeit an der Universität Bern über Glaube und Geschichte bei Wilhelm Herrmann wurde ausgezeichnet, blieb aber unveröffentlicht.
1931 übernahm Fritz Buri die Stellvertretung in Lauperswil und wurde noch im gleichen Jahr Pfarrer in Walperswil und ab 1934 in Täuffelen. Seine Antrittsvorlesung 1935 an der Universität Bern hatte den Titel: Sein, Sinn und Eschaton.
Nach dem Krieg wurde Fritz Buri 1948 Pfarrer an der St. Alban-Kirche in Basel und hielt 1952 seine Antrittsvorlesung an der Universität Basel. Von 1957 bis 1968 hatte er eine Stelle als Pfarrer am Basler Münster inne und wurde schließlich 1968 als Ordinarius (ad personam) der Universität Basel aufgenommen.
Nun begannen zahlreiche Auslandsaufenthalte und Gastprofessurstellen im Ausland. So folgte Fritz Buri 1969/70 einer Gastprofessur an der International Christian University in Mitaka bei Tokyo, es folgten Vorlesungen in Korea und Australien. Nach einer erneuten Gastprofessur 1971 am Religious Departement der Syracuse University ging er abermals 1978/79 zu Vorlesungen in Korea und Indien (auf Einladung der Japan Foundation, Kyōto) auf Reise. Der 1982 absolvierten Gastprofessur in Denver folgte 1983 schließlich sein dritter Korea- und Japanaufenthalt.

## Theologie
Fritz Buris Theologie ist wesentlich durch die Auseinandersetzung mit Albert Schweitzer und Karl Jaspers geprägt. Während andere Fakultäten Buri als Hochschullehrer annehmen wollen, ist ihm der Weg an der theologischen Fakultät erschwert. Aus dem gleichen Kanton wie Karl Barth stammend, schneiden sich die Lebenswege der beiden gegensätzlichen Theologen an der Universität Basel. Hier regt ihn der berühmte Theologe nach Jahren des Nebeneinanders zum Verfassen einer eigenen Dogmatik an.
Buris Wirken als liberaler Theologe war anfangs mit dem Berner Theologen Martin Werner verbunden. Er war auch lange Jahre ein Weggefährte von Ulrich Neuenschwander.
Rudolf Bultmanns Theologie der Entmythologisierung geht Buri nicht weit genug: er fordert darüber hinaus die Entkerygmatisierung der Predigt. Wie der Titel seiner Dogmatik sagt, geht es in Gebet und Predigt für Buri um eine existentiale Interpretation der überlieferten Glaubensaussagen. Es gelingt ihm, traditionelle Worte mit der bewussten Wahrnehmung des Lebens zu verbinden; oder: Christologie, wie sie die altprotestantische Theologie kennt, und zeitgenössische Philosophie (wie bei Schweitzer oder Jaspers) finden gegenseitige Interpretation. Besonderes Gewicht hat in Buris Theologie der Hinweis auf die Verantwortung des Glaubenden; die Aufsatzsammlung Zur Theologie der Verantwortung gibt hier einen Einblick in sein Schaffen. Buri ist wegweisend geworden für eine neue Form der Selbstverständigung innerhalb einer die traditionellen Dogmenbestände symbolisch verstehenden Theologie.
Bis 2004 wuchs das Interesse an seinen Aussagen in Europa, während es in Übersee schon früher da war (Schriften auf Englisch, Japanisch und Koreanisch). Sein weltoffenes Denken fand vorwiegend in der katholischen theologischen Forschung Niederschlag. Die Internationale Fritz-Buri-Gesellschaft für Denken und Glauben im Welthorizont, die bis 2008 bestand, führte das interkulturelle Gespräch weiter, das Buri mit seinem Schaffen begonnen hatte.

## Stimmen zu Buri
Als Buri Karl Barth den zweiten Band seiner Dogmatik zuschickte, antwortete ihm Barth in einem Brief vom 18. Dezember 1962:
Ich bewundere aufrichtig die Arbeitsleistung, die Sie neben Ihrem Tun im „Hauptpfarramt“ laut dieser 500 Seiten hinter sich gebracht haben. (...) Ich bewundere ebenso aufrichtig Ihren sozusagen heroischen Mut, sich sozusagen zwischen alle Stühle zu setzen: Ihre einstigen liberalen Freunde durch das orthodoxe Gewand, in das Sie sich hüllen, die Positiven durch dessen nicht verleugnete Durchsichtigkeit zu ärgern... Aber nun wird es Sie nicht wundern, wenn ich fortfahre: daß ich es um der Sache und doch auch um Ihrer Person (...) willen (...) bedaure, soviel Arbeit und Charakter nicht im Dienst einer besseren Sache auf dem Plan zu sehen. Ihre Christologie, wie ein Stück Schokolade eingewickelt in das Silberpapier Ihrer Anthropologie, ist mir (...) ganz „unglaubwürdig“.

## Werke (Auswahl)
- Die Bedeutung der neutestamentlichen Eschatologie für die neuere protestantische Theologie. Ein Versuch zur Klärung des Problems der Eschatologie und zu einem neuen Verständnis ihres eigentlichen Anliegens, Dissertation 1934 (als Habilitation anerkannt)
- Entmythologisierung und Entkerygmatisierung der Theologie, 1952
- Theologie der Existenz, 1954
- Dogmatik als Selbstverständnis des christlichen Glaubens, Band 1: Vernunft und Offenbarung, 1956
- Dogmatik als Selbstverständnis des christlichen Glaubens, Band 2: Der Mensch und die Gnade, 1962
- Gott in Amerika, zwei Bände, 1970/1972
- Zur Theologie der Verantwortung, Aufsatzsammlung, 1972
- Dogmatik im Dialog (gemeinsam mit Heinrich Ott und Jan Milic Lochman), drei Bände, 1973–78
- Dogmatik als Selbstverständnis des christlichen Glaubens, Band 3: Die Transzendenz der Verantwortung in der dreifachen Schöpfung des dreieinigen Gottes, 1978
- Verantwortung übernehmen, Lesebuch, 1987
- Der Buddha-Christus als der Herr des wahren Selbst. Die Religionsphilosophie der Kyoto-Schule und das Christentum, 1982
- Existenzphilosophie und Christentum. Briefwechsel mit Albert Schweitzer 1935–1964, hrsg. von Andreas Urs Sommer, 2000, ISBN 3-406-46730-X